# Goiti Yamauchi
Goiti Yamauchi (山内ゴイチ Yamauchi Goichi?, 5 de enero de 1993; Anjō, Japón) es un artista marcial mixto brasileño que actualmente compite en la categoría de peso wélter de Bellator MMA. Desde el 13 de diciembre de 2022, está en la posición #5 del ranking de peso wélter de Bellator.

## Primeros años
Yamauchi nació en Anjō, Aichi de un padre japonés y una madre nipo-brasileña. Su familia se trasladó a Curitiba, Paraná cuando él tenía 3 años. Empezó a entrenar jiu-jitsu brasileño a los 9 años de edad, seguido de Muay Thai, boxeo y wrestling durante su juventud. A los 14 años, se convirtió en el campeón de boxeo amateur del Estado de Paraná en 2007, derrotando a John Lineker, quien tenía 17.

## Carrera de artes marciales mixtas

### Carrera temprana
Antes de hacer su debut profesional, Yamauchi consiguió siete victorias como amateur, con siete victorias en el primer asalto. Yamauchi empezó su carrera profesional en 2010, a los 17 años de edad. Desde octubre de 2010 a mayo de 2013, peleó en muchas organizaciones en Brasil y ganó un título de peso pluma y un torneo de peso pluma en Iron Fight Combat y Smash Fight respectivamente.
En enero de 2013, se anunció que Yamauchi había firmado un contrato de múltiples peleas con Bellator MMA.

### Bellator MMA
Yamauchi hizo su debut en la promoción contra Musa Toliver el 13 de septiembre de 2013 en Bellator 99. Ganó la pelea por sumisión (rear-naked choke) en el primer asalto.
En su segunda pelea en la promoción, Yamauchi enfrentó a Saul Almeida el 22 de noviembre de 2013 en Bellator 109. Ganó la pelea por KO en el primer asalto.
Yamauchi enfrentó a Will Martinez en los cuartos de final del torneo de peso pluma de la temporada diez de Bellator el 28 de febrero de 2014 en Bellator 110. Perdió la pelea por decisión unánime.
Yamauchi enfrentó a Mike Richman el 17 de mayo de 2014 en Bellator 120. Ganó la pelea por decisión unánime.
Yamauchi enfrentó a Martin Stapleton el 19 de septiembre de 2014 en Bellator 125. Ganó la pelea por sumisión en el primer asalto.
Yamauchi estaba programada para enfrentar al ex-Campeón de Peso Pluma de Bellator Pat Curran en Bellator 139 el 26 de junio de 2015. Sin embargo, Yamauchi se retiró de la pelea por una lesión y fue reemplazado por Emmanuel Sanchez.
Yamauchi enfrentó a Isao Kobayashi en Bellator 144 el 23 de octubre de 2015. Yamauchi ganó la pelea por sumisión (rear-naked choke) en el tercer asalto. Con esta victoria, Yamauchi se convirtió en el primer peleador en finalizar a Isao Yobayashi.
Yamauchi enfrentó a Bubba Jenkins, en Bellator 151 el 4 de marzo de 2016. Perdió la pelea por decisión unánime.

#### Subida a peso ligero
Yamauchi enfrentó a Ryan Couture en Bellator 162 el 21 de octubre de 2016. Ganó la pelea por sumisión en sólo un minuto del primer asalto y se convirtió en el primer peleador en someter a Couture.
Yamauchi enfrentó a Valeriu Mircea en Bellator 168 el 10 de diciembre de 2016. Ganó la pelea por triangle choke en el primer asalto.
Yamauchi enfrentó a Adam Piccolotti en Bellator 183 el 23 de septiembre de 2017. Ganó la pelea por sumisión en el primer asalto.
Yamauchi enfrentó a Michael Chandler en Bellator 192 el 20 de enero de 2018. Perdió la pelea por decisión unánime.
Yamauchi enfrentó a Saad Awad en Bellator 229 el 4 de octubre de 2019. Ganó la pelea por sumisión (armbar) en el primer asalto.
Yamauchi enfrentó a Daron Cruickshank en Bellator & Rizin: Japan el 29 de diciembre de 2019. Ganó la pelea por rear-naked choke en el primer asalto.
Yamauchi estaba programado para enfrentar al veterano de PFL Nate Andrews en Bellator 254 el 10 de diciembre de 2020. Sin embargo en el pesaje, Goiti pesó 162.8 libras, 6.8 libras sobre el límite de peso ligero. El jefe de la comisión del Mohegan Sun, Mike Mazzulli, dijo que desde ahora Yaamauchi debía pelear en peso wélter, 170 libras.
Yamauchi enfrentó a Dan Moret el 9 de abril de 2021 en Bellator 256. Perdió una muy controvertida decisión dividida, donde 9 de 9 medios especializados le dieron la pelea a Yamauchi.
Yamauchi enfrentó a Chris Gonzalez el 31 de julio de 2021 en Bellator 263. Ganó la pelea por TKO en el primer asalto, siendo sólo la segunda victoria por nocaut en la carrera de Goiti.
Yamauchi estaba programado para enfrentar a Derek Anderson el 12 de marzo de 2022 en Bellator 276. La semana del evento, la pelea fue cancelada por razones desconocidas.

#### Subida peso wélter
Subiendo a peso wélter, Yamauchi enfrentó a Levan Chokheli el 23 de abril de 2022 en Bellator 279. Ganó la pelea por armbar en el primer asalto.
Yamauchi encabezó el Bellator 284 el 12 de agosto de 2022 contra el también experto en BJJ Neiman Gracie. Ganó la pelea por KO en el segundo asalto con un uppercut.

### Professional Fighters League

#### Temporada 2024
Yamauchi enfrentó a Neiman Gracie en una revancha el 19 de abril de 2024, en PFL 3. Ganó la pelea por decisión unánime.
Yamauchi está programado para enfrentar al ex-Campeón Mundial de Peso Wélter de Bellator Andrey Koreshkov el 28 de junio de 2024, en PFL 6.

## Campeonatos y logros

### Artes marciales mixtas
- Bellator MMA
  - Mayor cantidad de sumisiones en la historia de Bellator MMA (nueve)[40]
  - Empatado por la mayor cantidad de victorias por sumisión en la historia de la división de peso ligero de Bellator (cinco)[40]
  - Primer peleador en la historia de Bellator MMA en tener victorias en tres categorías de peso distintas[41]
  - Primer peleador en la historia de Bellator MMA en tener finalizaciones en tres categorías de peso distintas[41]
- Iron Fight Combat
  - Título de peso pluma de Iron Fight Combat (Una vez)[4]
- Smash Fight
  - Ganador del torneo de peso pluma de Smash Fight (2013)[5]

### Boxeo amateur
- Campeonato de Boxeo Amateur del Estado de Paraná (2007)

## Récord en artes marciales mixtas
| Récord profesional | Récord profesional | Récord profesional |
| 35 peleas          | 29 victorias       | 6 derrotas         |
| ------------------ | ------------------ | ------------------ |
| Nocaut             | 3                  | 1                  |
| Sumisión           | 21                 | 0                  |
| Decisión           | 5                  | 5                  |

| Resultado | Récord | Oponente               | Método                      | Evento                                | Fecha                    | Ronda | Tiempo | Localización                | Notas |
| --------- | ------ | ---------------------- | --------------------------- | ------------------------------------- | ------------------------ | ----- | ------ | --------------------------- | ----- |
|           |        | Andrey Koreshkov       |                             | PFL 6                                 | 28 de junio de 2024      |       |        | Sioux Falls, Dakota del Sur |       |
| Victoria  | 29–6   | Neiman Gracie          | Decisión (unánime)          | PFL 3                                 | 19 de abril de 2024      | 3     | 5:00   | Chicago, Illinois           |       |
| Derrota   | 28–6   | Michael Page           | TKO (patada en la pierna)   | Bellator 292                          | 10 de marzo de 2023      | 1     | 0:26   | San José, California        |       |
| Victoria  | 28–5   | Neiman Gracie          | KO (golpes)                 | Bellator 284                          | 12 de agosto de 2022     | 2     | 3:58   | Sioux Falls, Dakota del Sur |       |
| Victoria  | 27–5   | Levan Chokheli         | Sumisión (armbar)           | Bellator 279                          | 23 de abril de 2022      | 1     | 3:49   | Honolulu, Hawái             |       |
| Victoria  | 26–5   | Chris Gonzalez         | TKO (golpes)                | Bellator 263                          | 30 de julio de 2021      | 1     | 3:53   | Los Ángeles, California     |       |
| Derrota   | 25–5   | Dan Moret              | Decisión (dividida)         | Bellator 256                          | 9 de abril de 2021       | 3     | 5:00   | Uncasville, Connecticut     |       |
| Victoria  | 25–4   | Daron Cruickshank      | Sumisión (rear-naked choke) | Bellator & Rizin: Japan               | 29 de diciembre de 2019  | 1     | 3:11   | Saitama                     |       |
| Victoria  | 24–4   | Saad Awad              | Sumisión técnica (armbar)   | Bellator 229                          | 4 de octubre de 2019     | 1     | 1:40   | Temecula, California        |       |
| Victoria  | 23–4   | Daniel Weichel         | Decisión (dividida)         | Bellator 210                          | 30 de noviembre de 2018  | 3     | 5:00   | Thackerville, Oklahoma      |       |
| Derrota   | 22–4   | Michael Chandler       | Decisión (unánime)          | Bellator 192                          | 20 de enero de 2018      | 3     | 5:00   | Inglewood, California       |       |
| Victoria  | 22–3   | Adam Piccolotti        | Sumisión (rear-naked choke) | Bellator 183                          | 24 de septiembre de 2017 | 1     | 3:19   | San José, California        |       |
| Victoria  | 21–3   | Valeriu Mircea         | Sumisión (triangle choke)   | Bellator 168                          | 10 de diciembre de 2016  | 1     | 3:33   | Florencia                   |       |
| Victoria  | 20–3   | Ryan Couture           | Sumisión (armbar)           | Bellator 162                          | 21 de octubre de 2016    | 1     | 1:01   | Memphis, Tennessee          |       |
| Derrota   | 19–3   | Bubba Jenkins          | Decisión (unánime)          | Bellator 151                          | 4 de marzo de 2016       | 3     | 5:00   | Thackerville, Oklahoma      |       |
| Victoria  | 19–2   | Isao Kobayashi         | Sumisión (rear-naked choke) | Bellator 144                          | 23 de octubre de 2015    | 3     | 3:50   | Uncasville, Connecticut     |       |
| Victoria  | 18–2   | Martin Stapleton       | Sumisión (rear-naked choke) | Bellator 125                          | 19 de septiembre de 2014 | 1     | 4:37   | Fresno, California          |       |
| Victoria  | 17–2   | Mike Richman           | Decisión (unánime)          | Bellator 120                          | 17 de mayo de 2014       | 3     | 5:00   | Southaven, Misisipi         |       |
| Derrota   | 16–2   | Will Martinez          | Decisión (unánime)          | Bellator 110                          | 28 de febrero de 2014    | 3     | 5:00   | Uncasville, Connecticut     |       |
| Victoria  | 16–1   | Saul Almeida           | KO (golpes)                 | Bellator 109                          | 22 de noviembre de 2013  | 1     | 2:04   | Bethlehem, Pensilvania      |       |
| Victoria  | 15–1   | Musa Toliver           | Sumisión (rear-naked choke) | Bellator 99                           | 13 de septiembre de 2013 | 1     | 1:01   | Temecula, California        |       |
| Victoria  | 14–1   | Sergio Silva Rodrigues | Sumisión (rear-naked choke) | Smash Fight                           | 3 de mayo de 2013        | 1     | 3:38   | Curitiba, Paraná            |       |
| Victoria  | 13–1   | Diego Marlon           | Sumisión (armbar)           | Smash Fight                           | 3 de mayo de 2013        | 1     | 2:54   | Curitiba, Paraná            |       |
| Victoria  | 12–1   | Jurandir Sardinha      | Decisión                    | Iron Fight Combat 3                   | 23 de marzo de 2013      | 3     | 5:00   | Feira de Santana, Bahia     |       |
| Victoria  | 11–1   | José Ivanildo Lopes    | Decisión (unánime)          | Iron Fight Combat 2                   | 7 de diciembre de 2012   | 3     | 5:00   | Aracaju, Sergipe            |       |
| Victoria  | 10–1   | Gustavo Wurlitzer      | Sumisión (rear-naked choke) | Power Fight Extreme 8                 | 22 de septiembre de 2012 | 1     | 1:19   | Curitiba, Paraná            |       |
| Victoria  | 9–1    | Dymitry Damiani        | Sumisión (rear-naked choke) | Iron Fight Combat 1                   | 1 de septiembre de 2012  | 1     | 1:40   | Feira de Santana, Bahia     |       |
| Victoria  | 8–1    | Juliano Wandalen       | Sumisión (rear-naked choke) | Shooto Brazil 31                      | 29 de junio de 2012      | 1     | 0:56   | Brasilia                    |       |
| Victoria  | 7–1    | Edenilson Junior       | Sumisión (rear-naked choke) | Nitrix Champion Fight 9               | 10 de diciembre de 2011  | 1     | 1:02   | Itajaí, Santa Catarina      |       |
| Victoria  | 6–1    | Jonathan José de Faria | Sumisión (armbar)           | Brave FC: Gold Edition                | 5 de noviembre de 2011   | 1     | 1:02   | Curitiba, Paraná            |       |
| Derrota   | 5–1    | Rodrigo Cavalheiro     | Decisión (unánime)          | Adventure Fighters Tournament         | 15 de octubre de 2011    | 3     | 5:00   | Curitiba, Paraná            |       |
| Victoria  | 5–0    | Tiago Sartori          | Sumisión (rear-naked choke) | Capital Fight 4                       | 6 de septiembre de 2011  | 2     | 1:41   | Brasilia                    |       |
| Victoria  | 4–0    | Arivaldo Lima Silva    | Sumisión (armbar)           | Brazilian Fight League 12             | 13 de agosto de 2011     | 1     | 2:56   | Curitiba, Paraná            |       |
| Victoria  | 3–0    | Alessandro Martins     | Sumisión (rear-naked choke) | Brave FC: Tryouts                     | 30 de abril de 2011      | 1     | 1:29   | Curitiba, Paraná            |       |
| Victoria  | 2–0    | Eduardo Wellington     | Sumisión                    | Brazilian Fight League: Fight Night 1 | 8 de abril de 2011       | 1     | N/A    | Curitiba, Paraná            |       |
| Victoria  | 1–0    | Andre Pedroso          | Sumisión (rear-naked choke) | Gladiators Fighting Championship 2    | 16 de octubre de 2010    | 2     | 0:31   | Curitiba, Paraná            |       |